# Pseudanthias privitera
Pseudanthias privitera és una espècie de peix de la família dels serrànids i de l'ordre dels perciformes.

## Morfologia
- Els mascles poden assolir 5,5 cm de longitud total.
- Nombre de vèrtebres: 26.[3][4]

## Hàbitat
És un peix marí de clima tropical i associat als esculls de corall que viu fins als 116 m de fondària.

## Distribució geogràfica
Es troba a les Illes Cook.